# Augusto Sanchez sr.
Augusto (Bobbit) Sanchez sr. (1932/1933 – 15 februari 2003) was een Filipijns mensenrechtenadvocaat en politicus.

## Biografie
Sanchez was een van de deelnemers van de Constitutionele Conventie van 1971. Als advocaat was hij juridisch adviseur van enkele van de grootste bedrijven van de Filipijnen. Daarnaast had hij ook samen met enkele andere advocaten de Mabinigroep van advocaten opgericht, die op pro-bono-basis hun diensten aanboden aan slachtoffers van het dictatoriale regime van Ferdinand Marcos. Van 1984 tot 1986 was hij afgevaardigde in het Batasang Pambansa (parlement) namens het kiesdistrict Pasig-Marikina. Na de val van Marcos door de EDSA-revolutie in 1986 werd Sanchez benoemd tot minister van Arbeid en Werkgelegenheid en daarmee was hij een van de linksgeoriënteerde politici die in het kabinet van de nieuwe president Corazon Aquino werden benoemd.
Bij de verkiezingen van 1987 was Sanchez een van de kandidaten die namens LABAN naar voren werd geschoven voor de senaatsverkiezingen. Aquino gaf hiermee toe aan de steeds groter wordende druk om de linkse Sanchez uit zijn ministerspost te zetten. Hoewel LABAN bijna alle senaatszetels binnensleepte, behaalde Sanchez net niet genoeg stemmen voor een van de 24 zetels.
In 2007 kreeg Sanchez postuum de "Ka Pepe Diokno Award" toegekend door de De La Salle Professional Schools Inc. (DLSPS) voor zijn "woeste en onvermoeibare toewijding in de mensenrechtenzaak en voor het volbrengen van zijn levenslange missie om de armen, de uitgebuiten en de onderdrukten te verdedigen”.